# Tropasteron andreae
Tropasteron andreae là một loài nhện trong họ Zodariidae.
Loài này thuộc chi Tropasteron. Tropasteron andreae được B.C.Baehr miêu tả năm 2003.